# River Tame (River Mersey)
Der Tame ist ein Fluss  im Metropolitan County Greater Manchester im Nordwesten Englands. Er entspringt im Denshaw Moor an der Grenze zu West Yorkshire als einer der Zuflüsse des Readycon-Dean-Reservoirs, fließt entlang der Pennines und vereinigt sich mit dem Goyt in Stockport, um dann als Mersey weiterzufließen. Der Distrikt Tameside ist nach dem Fluss benannt.